# میخک (سرده)
گل میخک (نام علمی: Dianthus) این گل در ابتدا توسط گیاه‌شناس یونانی تئوفرستوس (Theopharastus)، دیانتوس (Dianthus) نامیده شد که گل بومی منطقه خاور نزدیک است.

برخی از پژوهشگران بر این باورند که نام لاتین میخک (دیانتوس) از کلمهٔ تاجگذاری یا تاج خورشید گرفته شده است؛ زیرا این گل، یکی از گل‌هایی بود که در مراسم تاجگذاری پادشاهان یونان استفاده می‌شد. این گل، امروزه بیشتر نشانه عشق، افتخار، برتری و جذابیت می‌باشد. میخک قرمز کم رنگ، نشانگر تحسین و میخک قرمز پر رنگ نشانگر عشق و احساسات بسیار عمیق است.
از گلهای این گیاه در برخی مناطق ایران زیور آلات خوش عطر تهیه می‌شود

## دربارهٔ اصالت میخک
میخک که نام علمی آن (Syzygium aromaticum) است و به میخک صدپر هم معروف است، جوانه‌های گل درخت میخک هستند. میخک دارای عطر و طعم خوبی است و از گذشته به‌عنوان ادویه نیز مورد استفاده قرار می‌گیرد. 

## نگارخانه

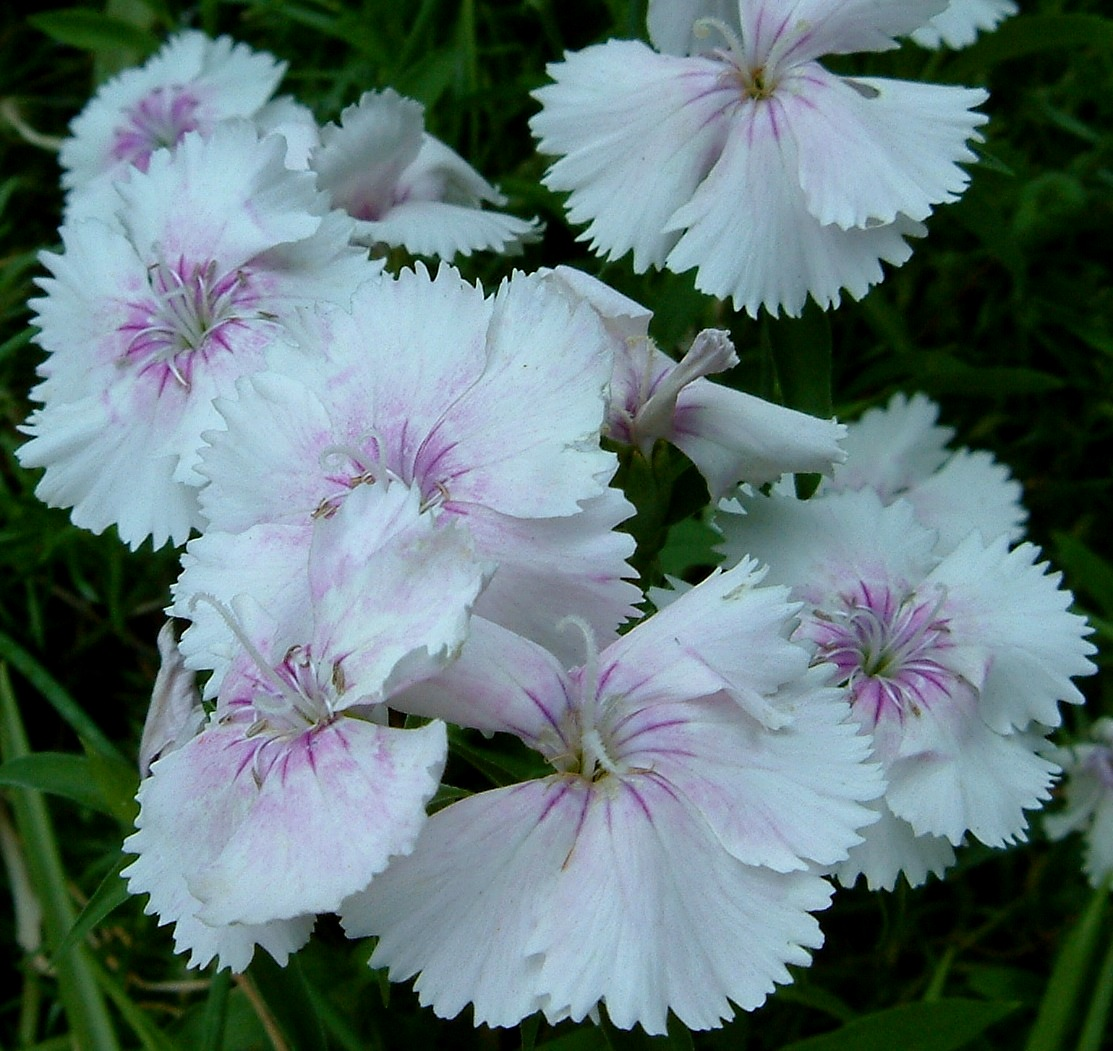
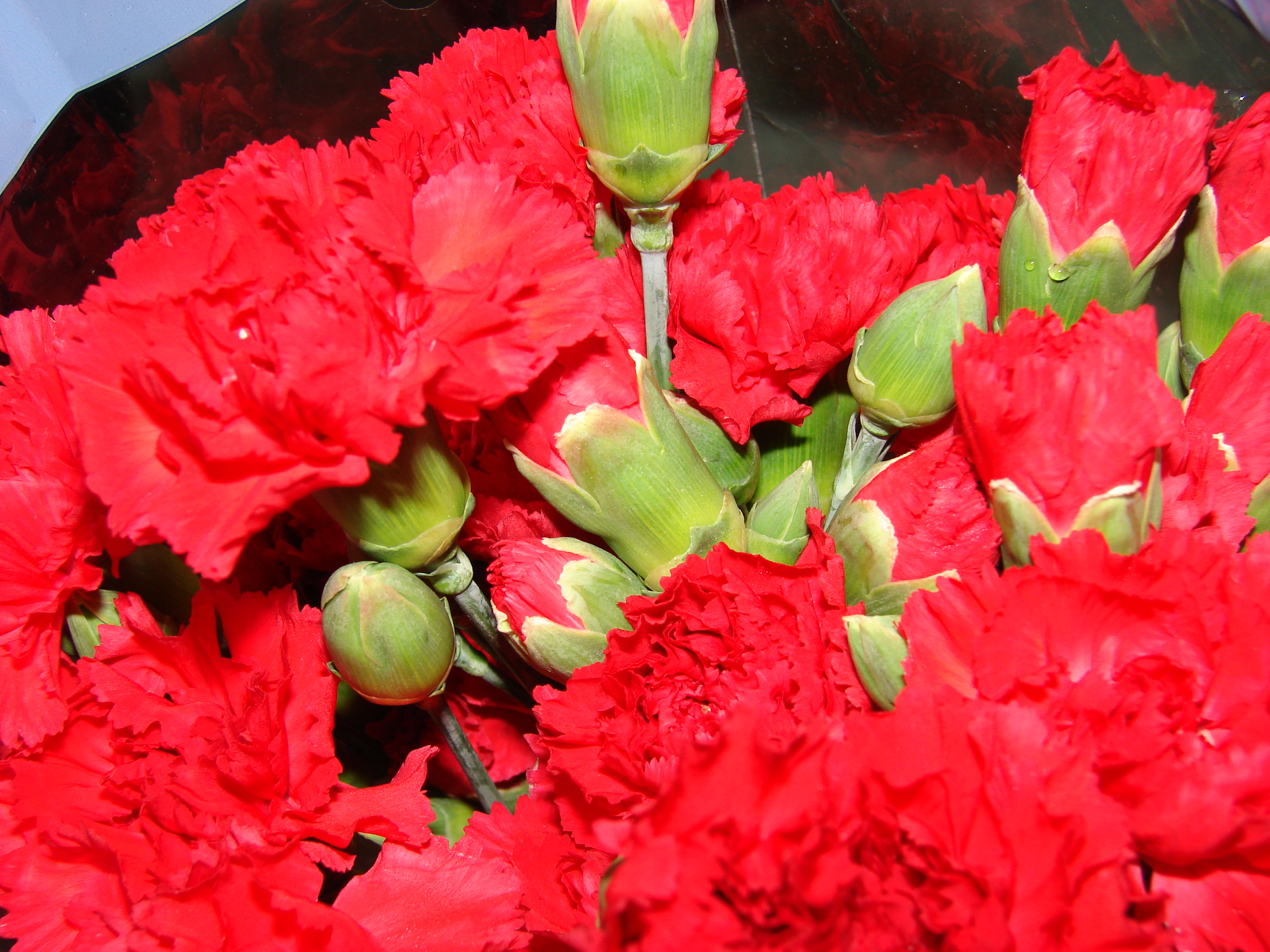
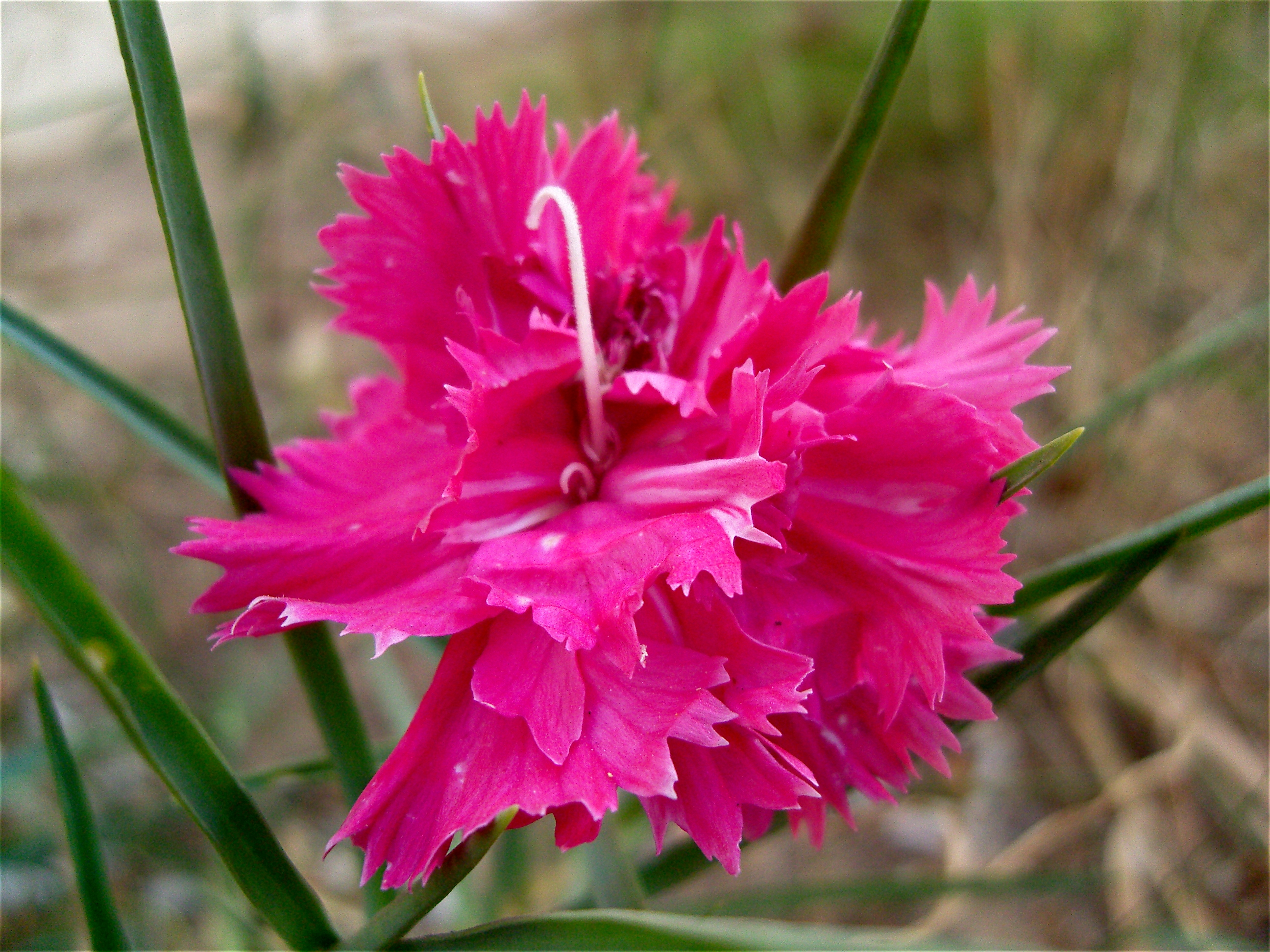
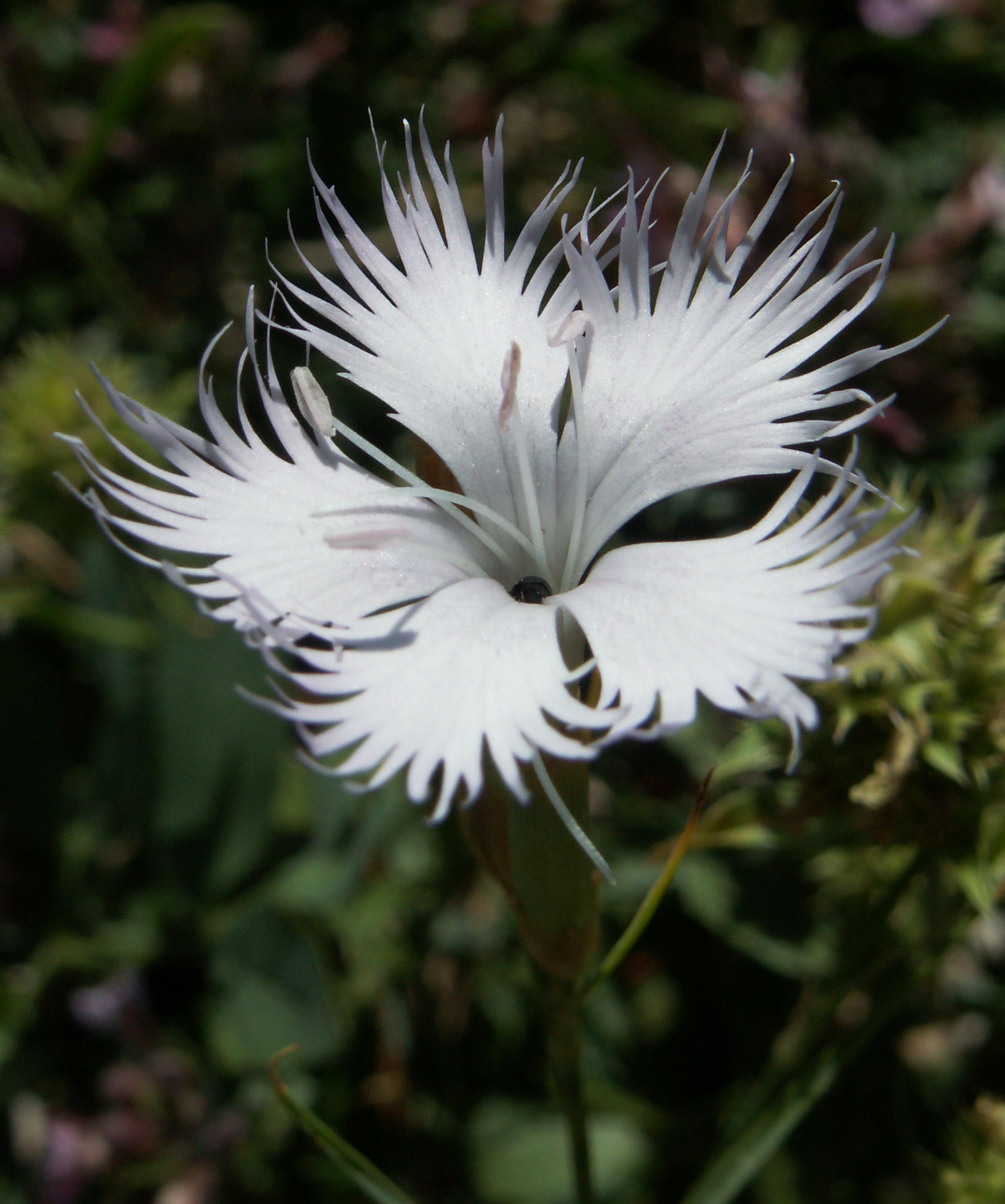
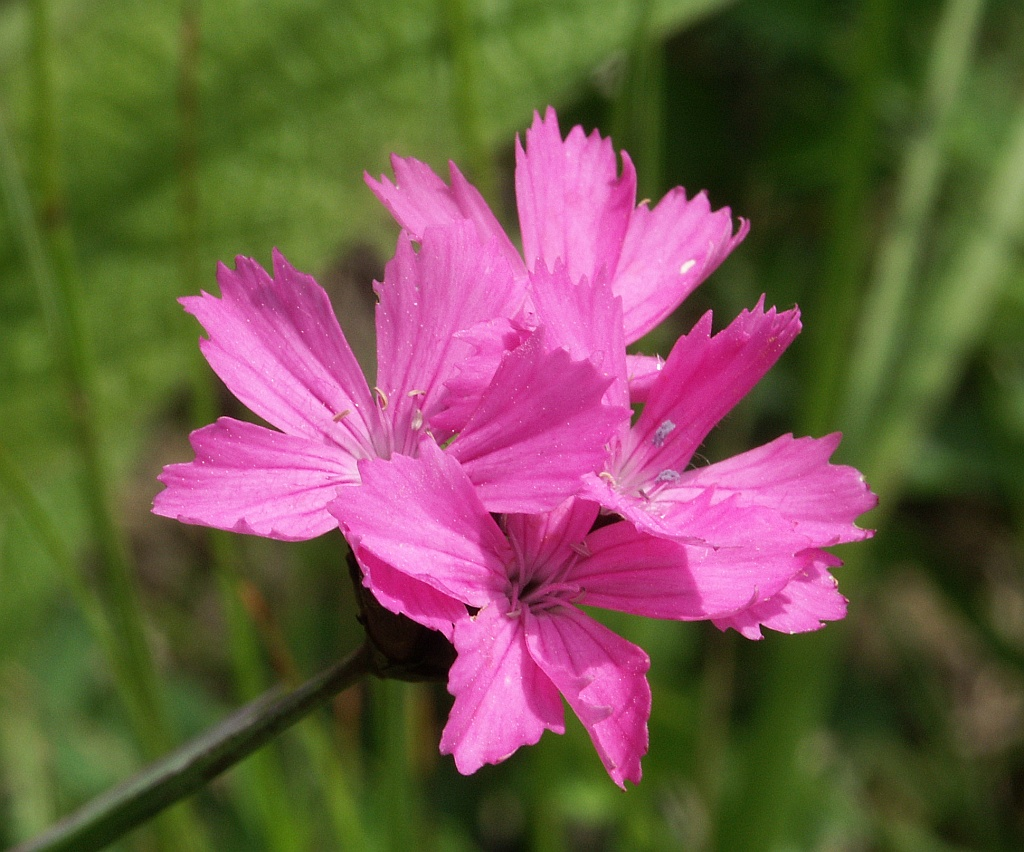
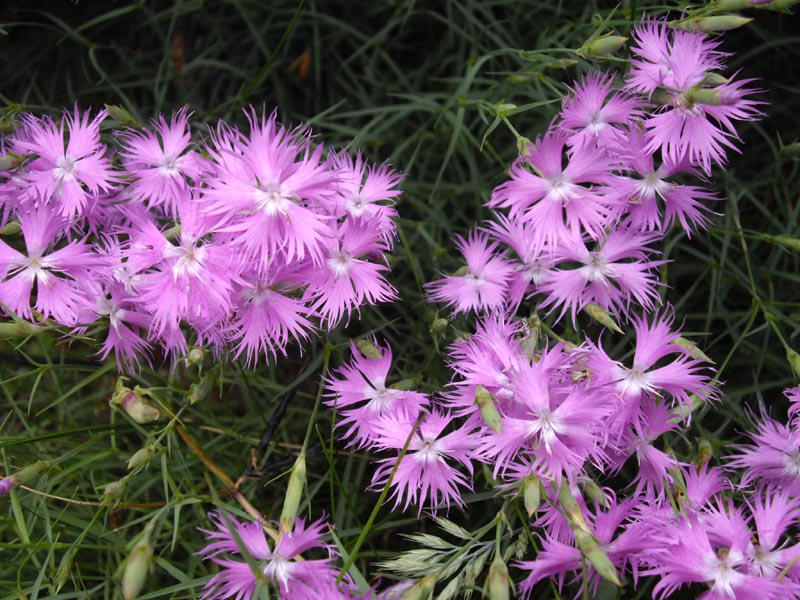
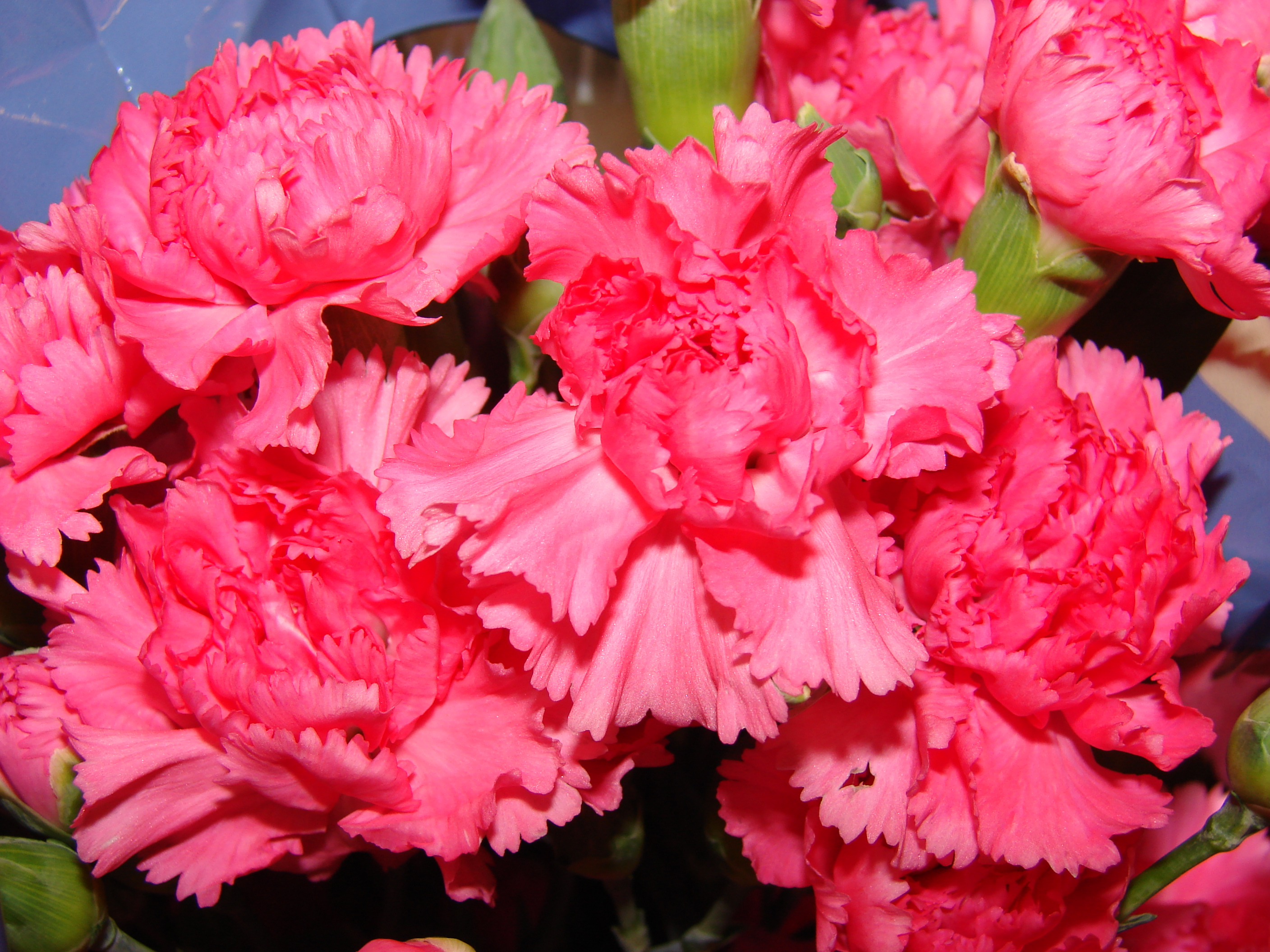
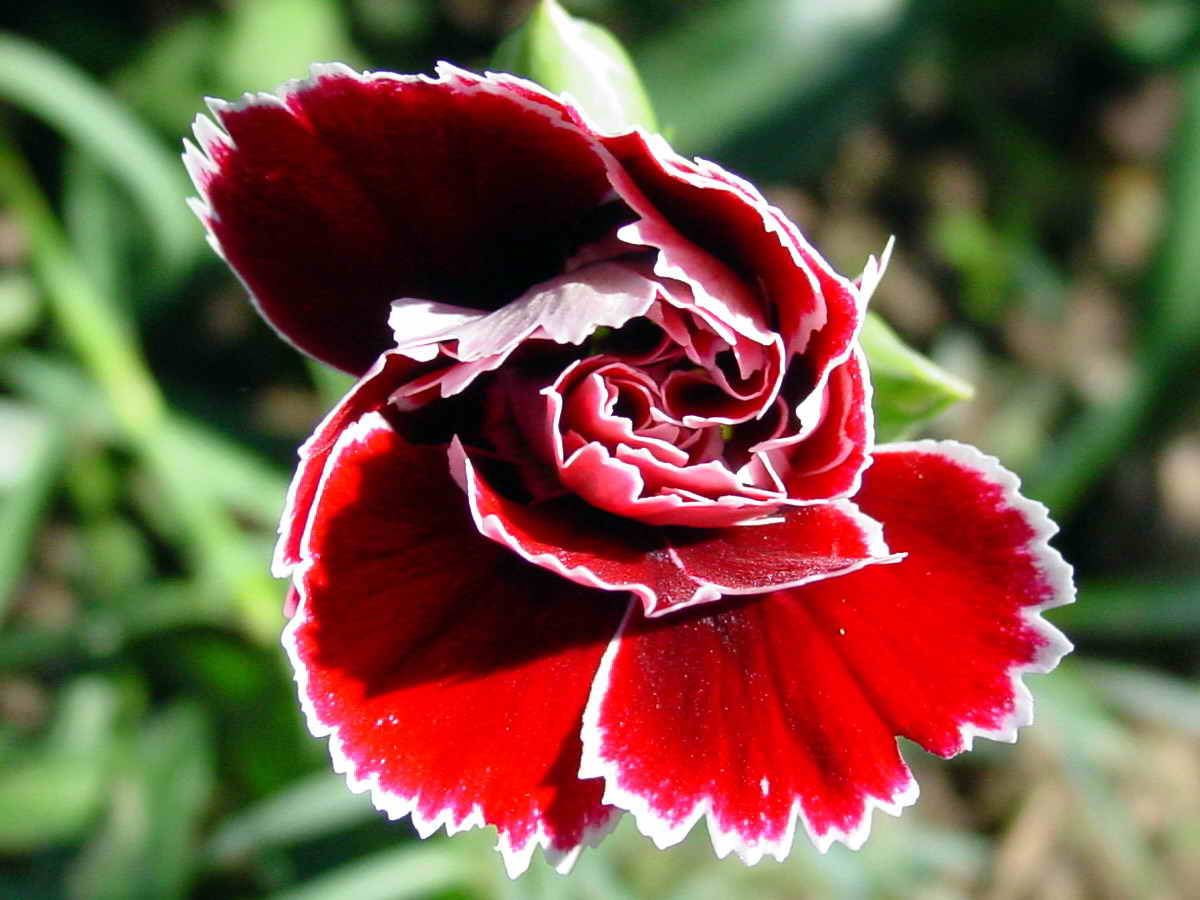
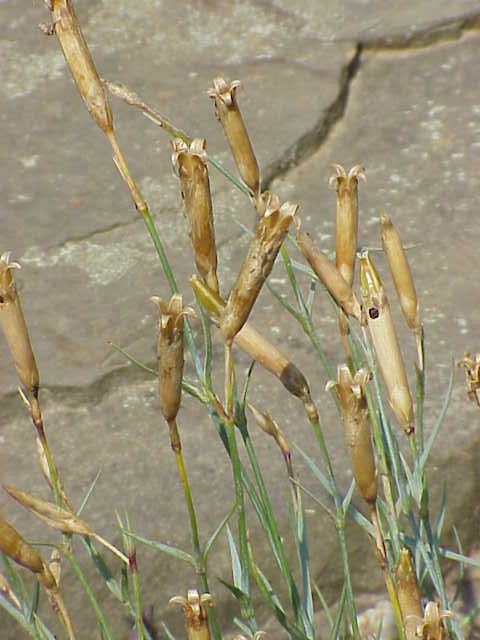